# Johann Rathausky
Johann Rathausky (24. listopadu 1858 Vídeň – 16. července 1912 Vídeň) byl rakouský sochař.

## Život a dílo
Rathausky byl na vídeňské akademii žákem Carla Kundmanna. Jeho jezdecké sošky a typy vojáků z rakouské armády získal císař František Josef I. darem. Přispíval skupinkami dětí do tanečního sálu Nového Hofburgu. Pro Jižní železniční společnost vytvořil skupinu fontán Helios a Selene (1891) zhotovenou v carrarském mramoru jako součást monumentální fontány v Opatiji a bustu ředitele jižní železnice Friedricha Julia Schülera (1896). Zhotovil též bustu stavitele Brennerské dráhy Carla von Etzela (1892). V letech 1888 až 1890 zhotovil pro atiku pražského Rudolfina pískovcové sochy Georga Friedricha Händela a Christopha Willibalda Glucka. Dalšími díly jsou pomníky Adalberta Stiftera v Linci a ve Frymburku, vytvořené v roce 1902, a také četné náhrobní pomníky na vídeňském ústředním hřbitově.
Odhalení pomníku staviteli železniční trati Tauernbahn Karlu Wurmbovi v Salcburku se uskutečnilo dne 13. října 1913 (více než rok po umělcově smrti).
Rathausky má čestný hrob v protestantské části vídeňského ústředního hřbitova.

### Reference

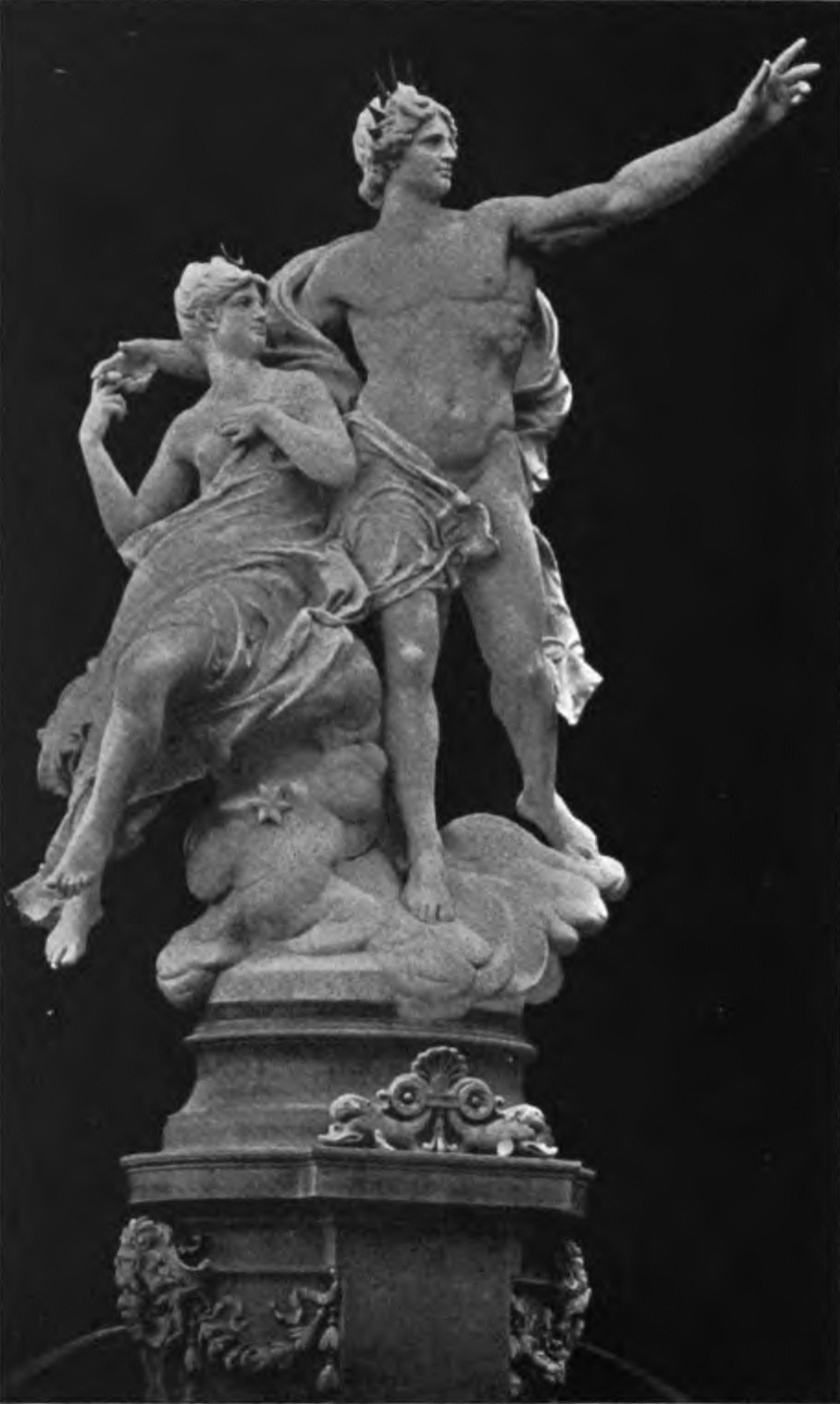
Helios a Serena
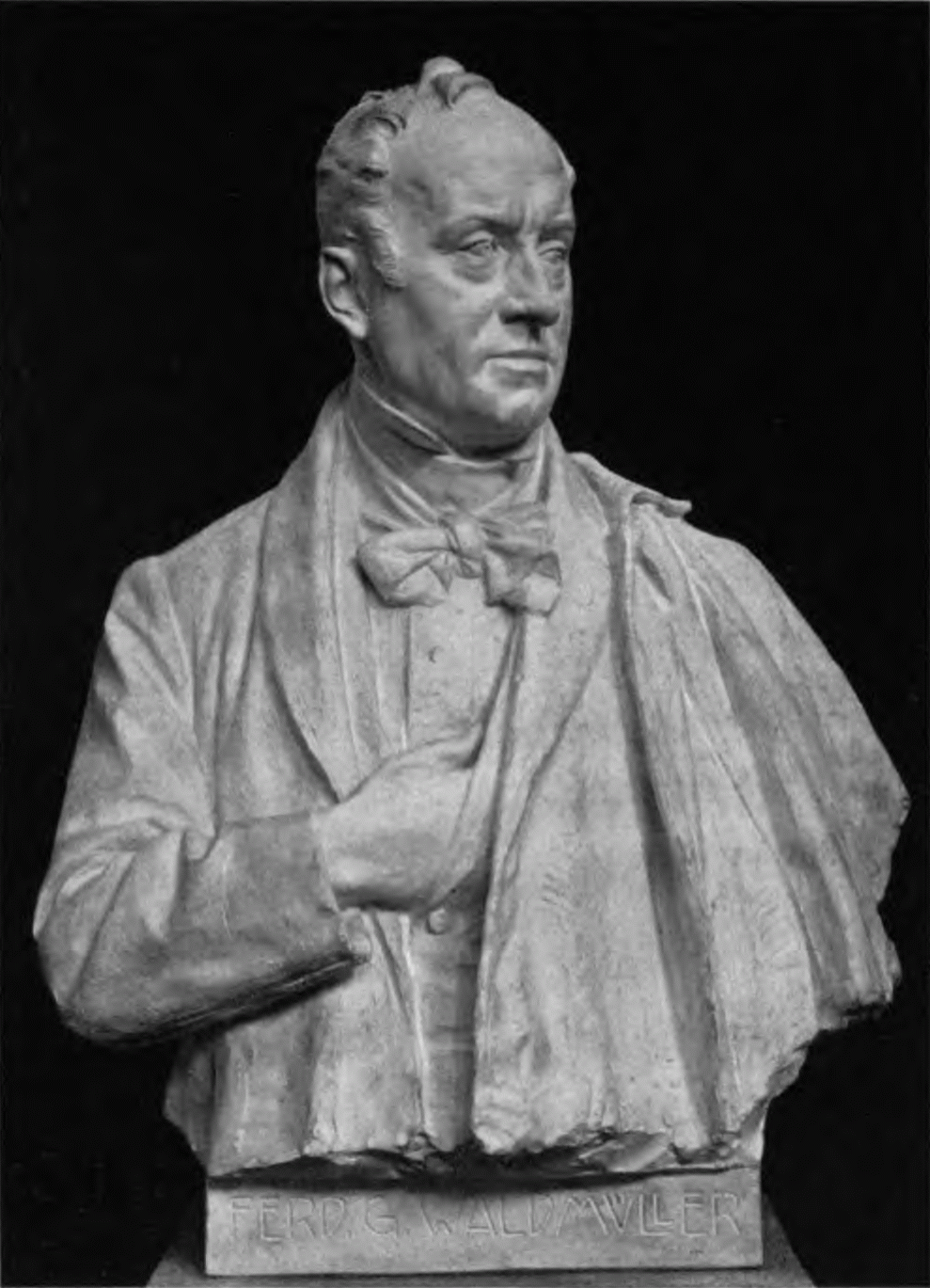
Busta Ferdinanda Georga Waldmüllera
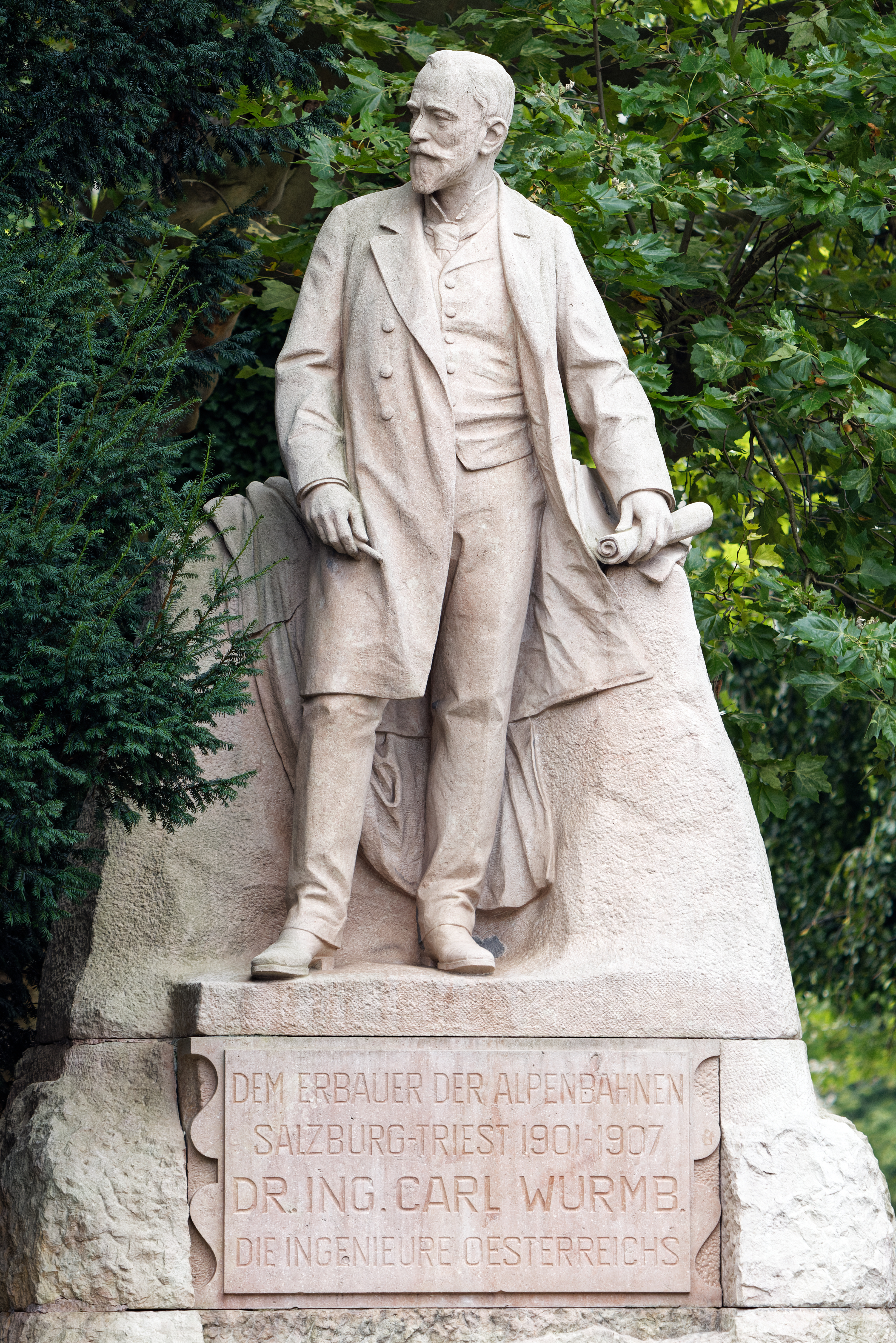
Pomník Karla Wurmba
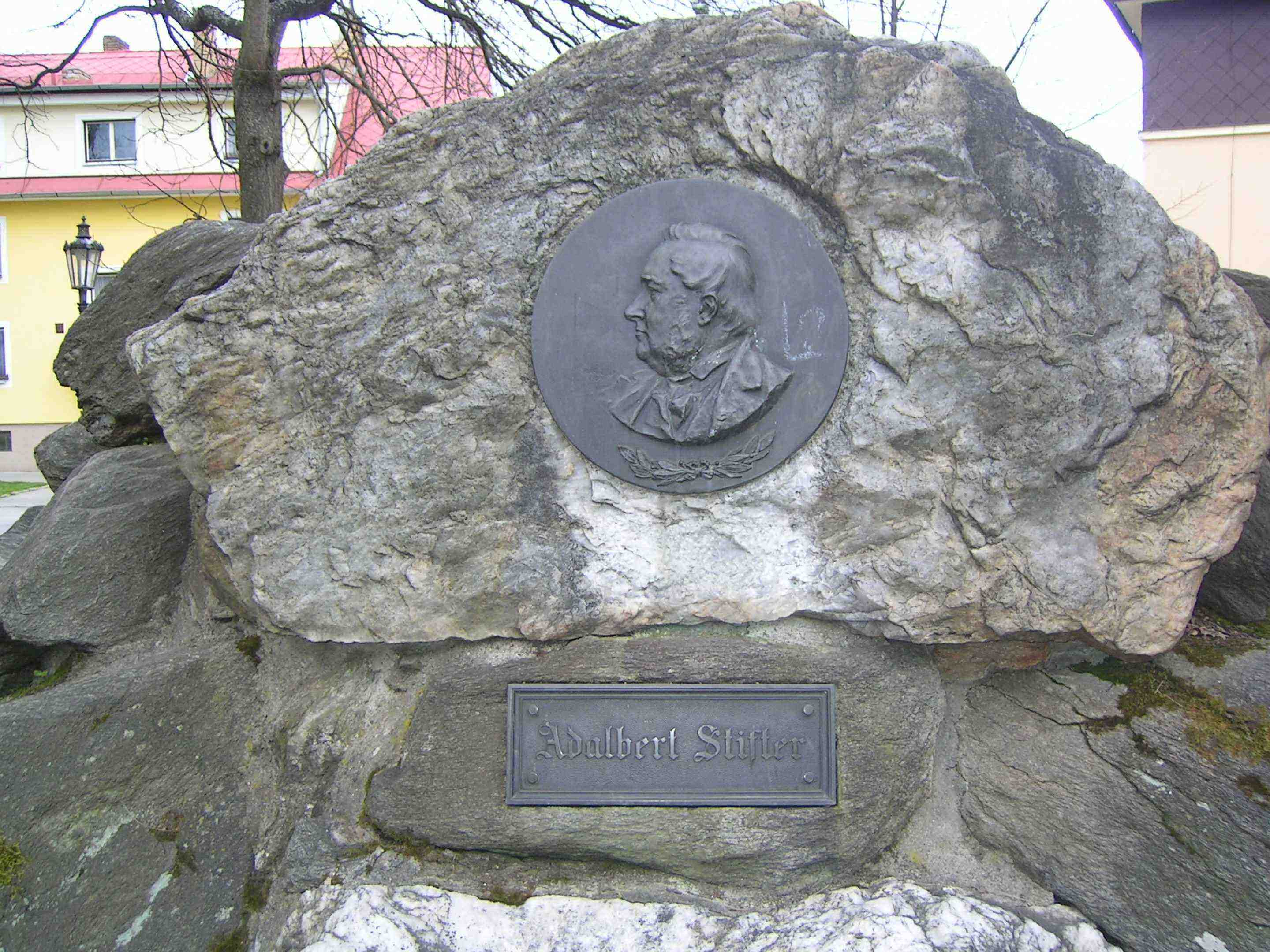
Pomník Adalberta Stiftera ve Frymburku